# Callopistria aluensis
Callopistria aluensis är en fjärilsart som beskrevs av Butler 1891. Callopistria aluensis ingår i släktet Callopistria och familjen nattflyn. Inga underarter finns listade i Catalogue of Life.